# Malavika Mohanan
Malavika Mohanan (4 de agosto de 1993) es una actriz india, que generalmente ha trabajado en películas de lengua malabar. También ha realizado películas en lengua tamil, hindi y canarés.
Hija del director de fotografía K. U. Mohanan, Malavika hizo su debut con la obra romántica Pattam Pole (2013). Tras una serie de papeles protagonistas en películas de lengua malabar y canarés, consiguió el aplauso de la crítica después de aparecer en el drama Beyond the Clouds (2017), de Majid Majidi, como una habitante de dhobi ghat en Bombai.

## Infancia
Malavika nació en 1992 y es la hija de director de fotografía K. U. Mohanan. Nacida en Payyanur en Cananor, Kerala, fue educada en Bombay.

## Carrera

### 2013–2017: Debut y comienzos de su carrera
Malavika completó un grado en Mass Media en la Wilson College, Bombay, esperando emular a su padre como directora de fotografía o directora. Tras su graduación, mientras se planteaba aumentar sus estudios, acompañó a su padre al rodaje de un anuncio para una crema, protagonizando por el veterano actor malabar Mammootty. El actor preguntó a Malavika si estaría interesada en actuar en su próxima película, Pattam Pole. Malavika se tomó un tiempo para considerar la propuesta antes de protagonizar Pattam Pole (2013), donde aprendió de forma gradual cómo actuar mientras rodaban. A causa de una enfermedad del diseñador de vestuario habitual de la película, Malavika se encargó de diseñarse su propio vestuario. La película se trató de una obra romántica, la cual narra la relación entre un joven brahmin tamil y una chica cristiana. Recibió críticas dispares sin conseguir una gran recuadación en taquilla. Un crítico de Rediff.com indicó que Malavika  "estaba algo verde aunque era una gran promesa". Mientras, las críticas de The Times hindú sugerían que ella realizó un "trabajo decente". Durante este periodo, Malavika continuó teniendo interés por la moda, creando una marca de ropa de fusión étnica india llamada "The Scarlet Window".
En su segunda película, Nirnayakam (2015), Malavika interpretó a una bailarina de ballet, consiguiendo buenas críticas pero con un pobre resultado comercial. Comenzó  a trabajar en otra película, Naale, donde iba a interpretar a una chica tribal, aunque terminó abandonando el rodaje. En 2016, Malavika trabajó en su primera película en lengua canarés, Naanu Mattu Varalakshmi (2016). A pesar de su discreta recaudación en taquilla, la película obtuvo buenas críticas, siendo alabada la actuación de Malavika como Varalakshmi. Después, interpretó el papel de una agente de policía en el thriller policíaco The Great Father (2017), junto con Mammootty, Arya y Sneha. La película consiguió críticas positivas e hizo buena taquilla.

### 2018–presente:Beyond the Cloudsy proyectos futuros
Malavika alcanzó su primer gran éxito como actriz gracias al drama Beyond the Clouds, dirigido por Majid Majidi, donde interpretó a Tara, una chica pobre de la zona de la dhobi ghat en Bombai. Debido a una exitosa audición por parte de Malavika, Majidi la seleccionó por delante de actrices de gran renombre como Deepika Padukone y Kangana Ranaut para el papel, en el cual interpretó a la hermana mayor del debutante Ishaan Khatter. Malavika expresó la ilusión de trabajar con Majidi, ya que durante sus estudios tuvo que estudiar y realizar trabajos sobre las películas del director. Para la película, Malavika perdió ocho kilos en quince días para rodar una secuencia en prisión, y optó por no para lavarse el pelo durante varios días para conseguir el aspecto que tendría una persona que viviera en la calle. La película fue proyectada en varios festivales internacionales, antes de ser estrenada en todo el mundo en abril de 2018. La actuación de Malavika fue muy elogiada por la crítica, y en concreto, un crítico de Filmfare declaró: "Malavika Mohanan posee un talento nato ante la cámara". Un crítico de The Times hindú se declaró "cautivado en su sincera actuación" y afirmó que "andaba habilidosamente en la línea entre la pasión y el melodrama"; mientras The Hollywood Reporter la denominó "sólida".
A mediados de 2018, se unió al reparto de Petta, de Karthik Subbaraj, junto con Rajinikanth, Vijay Sethupathi y Nawazuddin Siddiqui. Para la película, su primera en lengua tamil, Malavika contrató un profesor hablante de tamil para ayudarla a practicar su texto. Su próxima película fue Hero in Telugu, junto al actor Vijay Devarakonda. La película es dirigida por Anand Annamalai, coguionista de películas como Kuttrame Thandanai y Kaaka Muttai.

## Filmografía
| Films that have not yet been released | Denota que le película aún no ha sido estrenada. |

| Año  | Título                  | Papel          | Lengua  | Notas      |
| ---- | ----------------------- | -------------- | ------- | ---------- |
| 2013 | Pattam Pole             | Riya           | Malabar |            |
| 2015 | Nirnnayakam             | Saral          | Malabar |            |
| 2016 | Naanu Mattu Varalakshmi | Varalakshmi    | Canarés |            |
| 2017 | Beyond the Clouds       | Tara           | Hindi   |            |
| 2017 | The Great Father        | Meera          | Malabar |            |
| 2019 | Petta                   | Poongodi Malik | Tamil   |            |
| 2020 | Master                  |                | Tamil   | Completado |